# Liste der Staatsoberhäupter der Elfenbeinküste
Dies ist eine Liste der Staatsoberhäupter der Elfenbeinküste seit ihrer Unabhängigkeit im Jahr 1960.

## Liste der Amtsinhaber
| Nr. | Bild | Name (Lebensdaten)                      | Amtsbezeichnung    | Amtszeit          | Amtszeit          | Partei  | Anmerkungen                                        |
| Nr. | Bild | Name (Lebensdaten)                      | Amtsbezeichnung    | Beginn            | Ende              | Partei  | Anmerkungen                                        |
| --- | ---- | --------------------------------------- | ------------------ | ----------------- | ----------------- | ------- | -------------------------------------------------- |
| 1.  |      | Félix Houphouët-Boigny (* 1905; † 1993) | Präsident          | 7. August 1960    | 7. Dezember 1993  | PDCI    | verstarb im Amt                                    |
| 2.  |      | Henri Konan Bédié (* 1934; † 2023)      | Präsident          | 7. Dezember 1993  | 24. Dezember 1999 | PDCI    | durch einen Putsch abgesetzt                       |
| –   |      | Robert Guéï (* 1941; † 2002)            | Übergangspräsident | 24. Dezember 1999 | 26. Oktober 2000  | Militär | nach dem Putsch kommissarisch im Amt               |
| 3.  |      | Laurent Gbagbo (* 1945)                 | Präsident          | 26. Oktober 2000  | 11. April 2011    | FPI     | ab dem 4. Dezember 2010 im Machtkampf mit Ouattara |
| 4.  |      | Alassane Ouattara (* 1942)              | Präsident          | 4. Dezember 2010  | amtierend         | RDR     | bis zum 11. April 2011 im Machtkampf mit Gbagbo    |